# Eduard Ole
Eduard Julius Ole, född 20 maj 1898 i Kaagjärve, Kreis Werro, Estland, död 24 november 1995 i Stockholm, var en estnisk-svensk målare.
Han studerade vid till Kejserliga Konstskolan i St. Petersburg, Ryssland, och för olika konstnärer i Paris. Efter Paristiden medverkade han i utställningar i Budapest, Moskva och Rom där hans arbeten uppmärksammades för sina raffinerade belysningseffekter och kraftfulla måleri med dramatiska porträtt samt hans tidiga försök med ett kubistiskt måleri. Han kom att utföra ett antal porträtt där de mest kända är de över dirigenten Juhan Simm, författaren August Gailits, författaren Friedebert Tuglas och Eino Leino. I samband med andra världskrigets slut flydde han till Sverige och var sedan 1944 bosatt i Sverige och han blev svensk medborgare 1951. Under sin tid i Sverige ställde han ut separat på Värmlands museum, Konstnärsgillets konsthall i Helsingfors och i Stockholm samt medverkade i ett flertal samlingsutställningar. Ole är representerad vid Tallinns konstmuseum, Narva museum, Dorpat museum, Finska litteratursällskapets porträttsamling, Österbottniska galleriet, Museet för västerländsk konst i Moskva och Värmlands museum i Karlstad. En permanent utställning med hans konst visas på Kumu konstmuseum i Estland.